# David Meyler
David John Meyler (Cork, 25 maggio 1989) è un ex calciatore irlandese, di ruolo centrocampista.

## Carriera

### Club
Nella stagione 2009-2010 ha giocato 10 partite in massima serie con la maglia del Sunderland, mentre nella stagione successiva ne ha giocate 5.

### Nazionale
Ha giocato nella nazionale irlandese Under-21.
Viene convocato per gli Europei 2016 in Francia.